# Costatrichia simplex
Costatrichia simplex är en nattsländeart som beskrevs av Oliver S. Flint Jr. 1970. Costatrichia simplex ingår i släktet Costatrichia och familjen smånattsländor. Inga underarter finns listade i Catalogue of Life.